# История Армении (Мовсес Хоренаци)
«История Армении» (грабар Պատմութիւն Հայոց, Патмутюн Айоц) — исторический монументальный труд, автором которого является средневековый армянский историк Мовсес Хоренаци, называющий себя последователем святого Месропа Маштоца и составителем работы по запросу Саака, князя из рода Багратидов, который погиб в бою в 482 году.
«История» охватывает легенды о происхождении армян и исторические периоды, связанные с господством Сасанидов, византийцев и династии Аршакуни вплоть до V века нашей эры. В «Истории» содержится богатый материал о дохристианских верованиях армян и об армянской мифологии и фольклоре, а также о культуре пограничных цивилизаций. Книга оказала большое влияние на всю древнеармянскую историографию, а самого Мовсеса Хоренаци прозвали «отцом армянской историографии».

## Время создания
До XIX века учёные не оспаривали, что Хоренаци жил и писал в V веке. Так, Эдвард Гиббон, автор «Истории упадка и разрушения Римской империи» полагал, что текст написан Мовсесом в V веке, считая, что сведения, страсти и предрассудки автора вполне были характерны для современников и соотечественников Мовсеса. Альфред фон Шутшмид подчёркивал вторичную природу большей части материала Мовсеса, вследствие чего появились вопросы по поводу причастности других лиц к созданию текста. Так, Роберт Томсон утверждал, что книгу создали позже V века, так как Мовсес (или неизвестный автор, который отредактировал рукопись Мовсеса) упоминал не только недоступные на тот момент источники, но и места и персоналии, о которых впервые упоминали только в VI или VII веках, поэтому имеющийся текст мог быть создан позже V века.

## Содержание
Книга делится на три части:
- «Родословие Великой Армении»: от древнейших времён до Александра Македонского. В первой книге содержится 32 главы, описывающие историю от Адама до Александра. Мовсес писал, что армянский народ ведёт своё происхождение от Иафета, а его потомком стал Айк как прародитель всех армян. Перечисление патриархов армян и их легендарных правителей (в том числе Ары Прекрасного) идёт вплоть до IX века до нашей эры, согласно Хронике Евсевия. Далее упоминаются легендарные цари с VIII по IV века до нашей эры: Паруйр, Грачеа, Парнаваз, Пачуйч, Корнак, Парос, Айкак II, Ерванд Сакавакяц, Тигран I Ервандид, Ваагн Ервандян,Араван, Нерсех, Зарех, Армог, Багам, Ван и Ваге (от Аравана до Ваге информации почти не сохранилось).
- «Изложение средней истории наших предков»: от Александра Македонского до правления царя Трдата III (330 год). 92 главы
- «Заключение истории нашего отечества»: от смерти Трдата III до свержения династии Аршакуни (428 год) и смерти Григория Просветителя. 68 глав. Предполагается, что речь заходит об эпохе правления византийского императора Зенона, за время которого были три войны, а именно война за независимость Армении под предводительством Васака Сюни (450 год), гражданская война между Варданом Мамиконяном и Васаком Сюни (осень 450 — май 451) и вторая война под предводительством Саака II Багратуни (он повелел Мовсесу Хоренаци составить «Историю») и Ваана Мамиконяна (после гибели Саака в 482 году).

## Переводы
Первый перевод был сделан Товмасом Ванандеци в 1695 году в Амстердаме, затем в 1736 году Уильям и Джордж Уинстоны перевели книгу на латынь в Лондоне как «Historiae Armeniacae». В Венеции перевод публиковался в 1752 году сначала Антоном Бортоли, а затем трижды переиздавался обществом венецианских отцов. В 1841 году на итальянский и французский перевёл Л. де Флоривар. В конце XIX — начале XX века были выпущены четыре издания в Тифлисе, одно из которых — перевод Роберта Томсона в 1913 году, переизданный в 1978 и 2006 годах.
Русские издания основаны на переводе Н. Эмина, сделанном в 1858 году под названием «Исторiя Арменiи Моисея Хоренскaго». В Советском Союзе «История» переиздавалась неоднократно: последний перевод на русский сделал Г. Саркисян в 1990 году.